# Schloss Marbach (Öhningen)

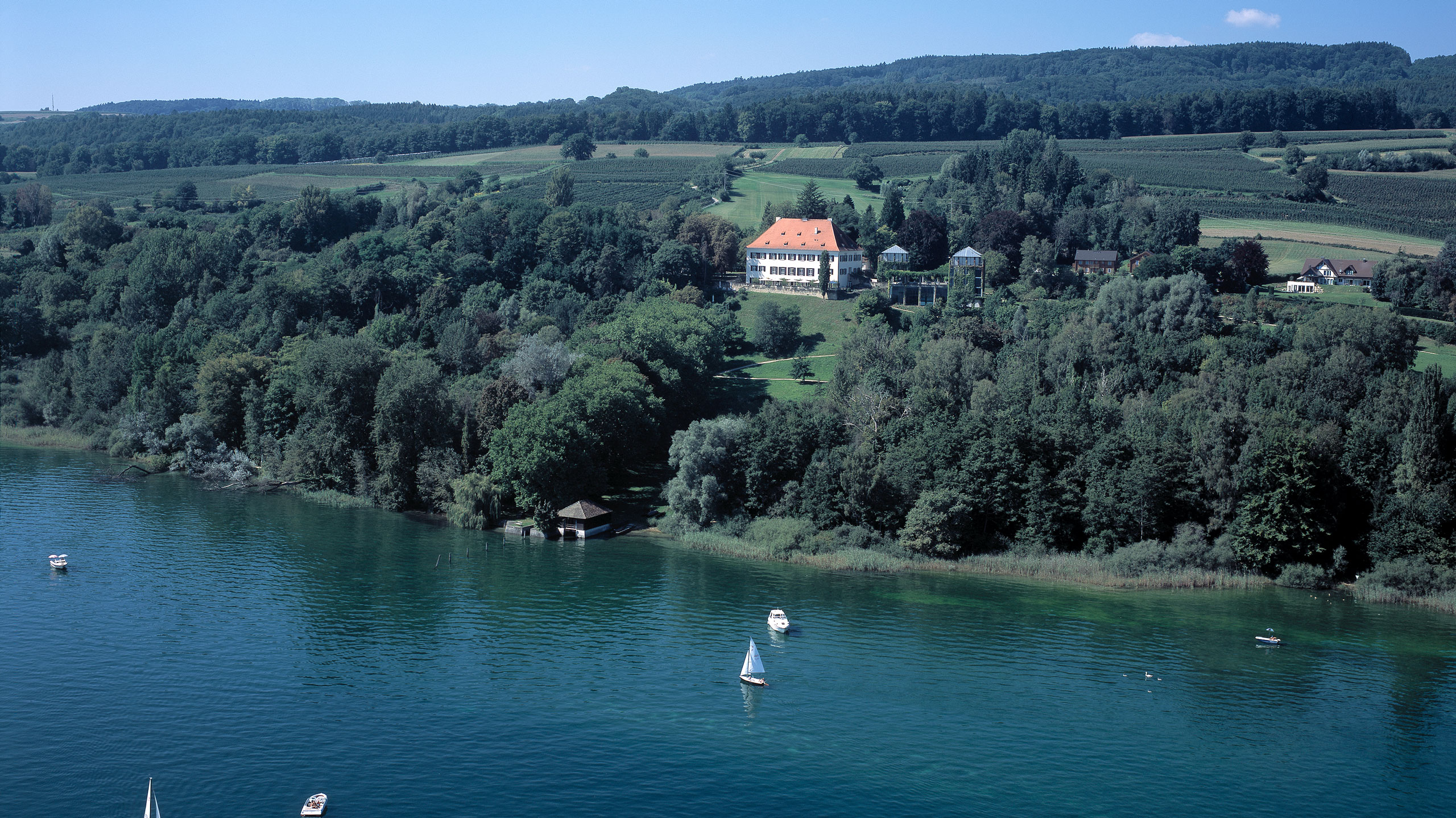

Das Schloss Marbach liegt auf der Halbinsel Höri am Untersee, dem Ausläufer des Bodensees. Es gehört heute zur Gemeinde Öhningen (Landkreis Konstanz, Land Baden-Württemberg) und liegt an der L 192 zwischen Wangen (einem Ortsteil von Öhningen) und Hemmenhofen, das ein Ortsteil von Gaienhofen ist. Ursprünglich eine Burg, wird das heutige Schloss als Tagungszentrum genutzt.

## Lage
In diesem Bereich der Höri steigt das Ufer relativ steil an. Schloss Marbach liegt etwa 40 m über dem Ufer, während das Grundstück bis hinunter zum See reicht. Auf der gegenüberliegenden Seeseite befindet sich das Schweizer Ufer. Die Lage ist strategisch günstig, denn man überblickt von hier einen großen Abschnitt des Sees bzw. Flusses.

## Geschichte
Erste Erwähnung findet die Burg 1291 in der Chronik des Klosters Reichenau. Abt Albrecht von Ramstein urkundet: … in castro nostro quod Marbach dicitur (dt. „in unserer Burg welche Marbach genannt wird“). 1365 unternahmen die Berner Freiherren von Brandis von Burg Marbach aus Raubzüge auf Rheinschiffe mit der Folge, dass der Handelsverkehr von und nach Konstanz zusammenbrach. Der Konstanzer Stadtammann wurde auf Marbach gefangen gehalten. Konstanzer Kaufleute eroberten 1369 die Burg; die neun Verteidiger wurden in Konstanz enthauptet.
1384 ließ Mangold von Brandis, Abt des Klosters Reichenau und Bischof von Konstanz, die Burg wieder aufbauen. 1387, nach dem Tod Mangolds von Brandis, kaufte Nikolaus Sattler aus Ravensburg die Burg und erwarb ein Jahr später den „Kehlhof“. Jetzt waren Marbach und Wangen erstmals in einem Besitz. 1409 verkaufte Sattler Marbach an Freiherr Jakob I. von Ulm aus der Konstanzer Stadtadelsfamilie. 1430, im Laufe von Streitigkeiten zwischen den Konstanzer Patriziern und den Zünften, bekannte sich Jakob II. von Ulm zu den Patriziern und verschanzte sich auf der Burg Marbach. Die aufständischen Konstanzer Bürger stürmten die Anlage und verwüsteten sie. Nach Jahren der Verwahrlosung brannte die Burg 1461 ab.
Durch Erbteilung waren die Güter der Familie von Ulm zersplittert und 1558 wurde Marbach an die Augsburger Patrizierfamilie Peutinger verkauft. 1581 erwarb Graf Ulrich Fugger, Herr zu Kirchberg und Weißenhorn, die Marbacher Güter von den Peutingern, allerdings nur auf Kredit, denn der Reichtum dieses Familienzweiges der Fugger war zu dieser Zeit schon zusammengeschmolzen. 1587 mussten Kaiserliche Kommissare die Schulden Ulrich Fuggers regeln und Marbach wurde an die Erben Peutingers zurückgegeben, von denen es Graf Jakob Fugger, der Dompropst zu Konstanz, zurückkaufte.
Im Jahr 1598 gelang es Freiherr Kaspar von Ulm, den ehemaligen Besitz seiner Familie zurückzukaufen. Sein Sohn Ludwig, der am Kaiserhof eine einflussreiche Stellung einnahm, erwirkte einen kaiserlichen Befehl, worauf Marbach an seine Familie zurückzuverkaufen sei. Über 300 Jahre blieb der Herrschaftssitz im Besitz der Mitglieder der Familie von Ulm, die Marbach in Erbgängen an sich brachten, es untereinander verkauften oder seinen Unterhalt übernahmen. Nach 1461 und 1570 brannte Marbach während des Dreißigjährigen Krieges ein drittes Mal ab.
1829 kaufte der französische Graf de Grimaudet das Anwesen und ließ es mit großem Aufwand renovieren und verschönern. Die jetzigen Grund- und Außenmauern stammen aus dieser Bautätigkeit. Die Burg wird seither als „Schloss Marbach“ bezeichnet. 1839 starb Graf Grimaudet im erneuerten Schloss. Er wurde auf dem Friedhof in Wangen beigesetzt. In den folgenden Jahren wurde das Schloss zum Spekulationsobjekt mit häufig wechselnden Besitzern wie Gallus Reglin, Kaufmann aus Überlingen und Leopold Faller, Glasfabrikant aus Lenzkirch. 1863 war Schloss Marbach schließlich ohne Ausstattung und verwahrlost und wurde durch Johann Kasper Schmied, Apotheker aus Freiburg erworben. 1873 veräußerte dessen Witwe Marbach für 15.320 Gulden an Karl Heinrich Friedrich Kohler aus Genf; dieser verkaufte es 1874 für 24000 Mark an die Witwe des Gallus Reglin; 1880 kam Marbach durch Zwangsversteigerung für 10000 Mark an die Städtische Spar- und Waisenkasse Konstanz. Vier Wochen später veräußerte die Bank das Schloss gewinnbringend für 34.500 Mark an Arnold Krücke aus Jena; 1885 erwarb Dr. Wieckenbach, königlich preußischer Stabsarzt aus Stralsund, das Schloss für 40.000 Mark.
1888 kaufte August Smith das Schloss für 48.000 Reichsmark und richtete eine gut besuchte Klinik ein. Zehn Jahre später wurde der Besitz von Oskar Hornung für 250000 Reichsmark erworben. Das Gebäude wurde auf vier Stockwerke erweitert. Die Klinik wurde in eine Aktiengesellschaft umgewandelt, nachdem Grundstückszukäufe nicht die gewünschte Wertsteigerung brachten. Nach Ende des Ersten Weltkriegs wurden im Schloss Kriegsverwundete versorgt. 1919 ging das Anwesen in den Besitz von Karl Lanz, einem Mannheimer Fabrikanten landwirtschaftlicher Maschinen (Lanz Bulldog), über, der es als Geburtstagsgeschenk für seine Frau Gisella erwarb. Er ließ den „Märchenbrunnen“ bauen, von dem heute noch Reste im Park vorhanden sind. Die Figuren stellen die Lanzschen Kinder dar.
1924 brannte Schloss Marbach bis auf die Außenmauern nieder und wurde, bei großzügiger Aufteilung der Innenräume, wieder aufgebaut. 1941 verkaufte die Witwe des 1921 verstorbenen Karl Lanz Marbach für 600.000 Reichsmark an den Reichsfiskus. Die Luftwaffe nutzte das Schloss als Erholungsheim für Offiziere. Nach dem Kriegsende 1945 besetzte die französische Armee Marbach und verwendete es als Erholungsheim für Soldaten, den Park als Campingplatz. 1978 wurde Schloss Marbach vom französischen Staat an die Deutsche Bundesvermögensverwaltung zurückgegeben. Das Gebäude und der über 10 Hektar große Park wurden vom gegenüberliegenden Landschulheim und von der evangelischen Internatsschule Schloss Gaienhofen mitgenutzt.
1987 kaufte der internationale Kaffee- und Schokoladenkonzern Jacobs Suchard aus Zürich das Schloss Marbach, nachdem es drei Jahre leer gestanden war. Ab 1988 wurde das Schloss aufwändig renoviert, wobei weitere Gebäude (die Wohntürme, das Atrium, eine Schwimmhalle und weitere Nebengebäude) ergänzt wurden. Im Juni 1989 wurde Marbach als internes Kommunikationszentrum der Jacobs Suchard AG eröffnet. 1990 ging Schloss Marbach an die Johann-Jacobs-Stiftung mit Sitz in Zürich über. Das Tagungs- und Seminarzentrum wurde geöffnet für Institutionen, Verbände und Unternehmen. 1997 wurden das auf der anderen Straßenseite liegende Herrschaftshaus „Bella Vista“ und das Areal des ehemaligen Landschulheims dazu erworben. 1999 wurden drei Gästehäuser, zwei Tennisplätze sowie ein Vier-Loch-Golfplatz mit Driving Range und Putting Green errichtet. 2004 übernahm das Unternehmen Barry Callebaut, weltweit führender Hersteller von Kakao- und Schokoladenprodukten, als Pächter die gesamten Anlage. Schloss Marbach steht jedoch weiterhin auch Drittunternehmen für Tagungen zur Verfügung. 2005 baute die Jacobs-Stiftung die Villa „Bella Vista“ völlig um und erweiterte die Tagungskapazität mit einem Neubau, dem „Forum“.

## Heutige Nutzung
Schloss Marbach ist heute ein Tagungs- und Seminarzentrum mit 61 Gästezimmern, Restaurant, Bars, Hallenbad und Golfanlage. Die Tagungsräume in Größen für acht bis 120 Teilnehmer werden von Industrieunternehmen, aber auch Privatpersonen für z. B. Hochzeiten gebucht.